# STS-80
La STS-80 è una missione spaziale del Programma Space Shuttle.
È stata anche la missione più lunga in assoluto con 17 giorni, 15 ore, 53 minuti, 18 secondi.

## Equipaggio
- Kenneth D. Cockrell (3) - Comandante
- Kent Rominger (2) - Pilota
- Story Musgrave  - Specialista di missione
- Thomas David Jones (3) - Specialista di missione
- Tamara E. Jernigan (4) - Specialista di missione

Tra parentesi il numero di voli spaziali completati da ogni membro dell'equipaggio, inclusa questa missione.

## Parametri della missione
- Massa:  13.006 kg Carico utile
- Perigeo: 318 km
- Apogeo: 375 km
- Inclinazione orbitale: 28.5°
- Periodo: 1 ora, 31 minuti, 30 secondi